# Quận Benton, Missouri
Quận Benton là một quận thuộc tiểu bang Missouri, Hoa Kỳ. Theo điều tra dân số năm 2000 của Cục điều tra dân số Hoa Kỳ, quận có dân số 17.180 người 2. Quận lỵ đóng ở Warsaw 6

## Địa lý
Theo Cục điều tra dân số Hoa Kỳ, quận có tổng diện tích 752 dặm vuông Anh (1.947,7 km2), trong đó có 47 dặm vuông Anh (121,7 km2) là diện tích mặt nước.

### Xa lộ
- U.S. Route 65
- Route 7
- Route 83

### Quận giáp ranh
- Quận Pettis  (bắc)
- Quận Morgan  (đông bắc)
- Quận Camden  (đông nam)
- Quận Hickory  (nam)
- Quận St. Clair  (tây nam)
- Quận Henry  (tây)

## Thông tin nhân khẩu
Theo điều tra dân số 2 năm 2000, quận đã có dân số 17.180 người, 7.420 hộ gia đình, và 5.179 gia đình sống trong quận hạt. Mật độ dân số là 24 người trên một dặm vuông (9/km ²). Có 12.691 đơn vị nhà ở với mật độ trung bình là 18 trên một dặm vuông (7/km ²). Cơ cấu dân tộc của cư dân sinh sống ở quận này bao gồm 97,96% người da trắng, 0,15% da đen hay Mỹ gốc Phi, 0,53% người Mỹ bản xứ, 0,13% châu Á, Thái Bình Dương 0,01%, 0,12% từ các chủng tộc khác, và 1,10% từ hai hoặc nhiều chủng tộc. 0,89% dân số là người Hispanic hay Latino thuộc một chủng tộc nào.
Có 7.420 hộ, trong đó 23,20% có trẻ em dưới 18 tuổi sống chung với họ, 59,60% là đôi vợ chồng sống với nhau, 6,80% có một chủ hộ nữ và không có chồng, và 30,20% là không lập gia đình. 26,30% hộ gia đình đã được tạo ra từ các cá nhân và 13,80% có người sống một mình 65 tuổi hoặc cao tuổi hơn. Cỡ hộ trung bình là 2,28 và cỡ gia đình trung bình là 2,72.
Trong quận này cơ cấu độ tuổi dân cư bao gồm 20,50% dưới độ tuổi 18, 5,70% 18-24, 21,80% 25-44, 29,70% từ 45 đến 64, và 22,30% từ 65 tuổi trở lên. Độ tuổi trung bình là 46 năm. Đối với mỗi 100 nữ có 98,20 nam giới. Đối với mỗi 100 nữ 18 tuổi trở lên, đã có 96,70 nam giới.
Thu nhập trung bình cho một hộ gia đình trong đã đạt mức USD 26.646, và thu nhập trung bình cho một gia đình là USD 32.459. Phái nam có thu nhập trung bình USD 26.203 so với 19.054 USD của phái nữ. Thu nhập bình quân đầu người là 15.457 USD. Có 10,20% gia đình và 15,70% dân số sống dưới mức nghèo khổ, bao gồm 24,50% những người dưới 18 tuổi và 9,60% của những người 65 tuổi hoặc hơn.